# تیلز ادونچر
تیلز ادونچر یا ماجراجویی تیلز (به انگلیسی: Tails Adventure) یک بازی پرشی توسعه‌یافته توسط اسپکت می‌باشد که در سال ۱۹۹۵ توسط سگا برای گیم گیر منتشر گردید.